# 大崎平八郎
大崎 平八郎（おおさき へいはちろう、1919年12月15日 - 2005年4月5日）は、日本の経済学者。横浜国立大学名誉教授。

## 来歴
1919年、福岡県飯塚市生まれ。横浜高等商業学校（現横浜国立大学）を卒業し、東京商科大学（現一橋大学）に進んだ。しかし太平洋戦争のため1942年9月に同大学を繰上げ卒業となり、入隊。機関砲中隊に配属されるが、病気のため現役免除となり、満鉄調査部に勤務。
戦後、横浜国立大学経済学部助教授となる。後に教授に昇進。1973年経済学部長。1985年に横浜国立大学を定年退官し、名誉教授となった。その後は関東学院大学教授、神奈川大学教授として教鞭をとった。ユーラシア研究所名誉顧問。
2005年4月5日、膵臓癌のため死去。

## 家族・親族
- 息子：大崎滋生は音楽学者。桐朋学園大学教授。

## 著作

### 著書
- 『ソヴェト農業政策史』有斐閣、1960
- 『戦中派からの遺言 戦没者の鎮魂のために』新評論、1992

### 共編著
- 『世界の教育』斎藤秋男,渡辺輝一共編著　門脇書店、1955　新書ミール
- 『社会主義経済学の生成と発展』木原正雄共編著　青木書店、1965
- 『世界経済論 体制危機の展開過程』久保田順共著　青木書店、1970
- 『現代社会主義の農業問題』編著　ミネルヴァ書房、1981
- 『社会主義経済論』編　有斐閣、1986
- 『ペレストロイカの経済最前線 20人の経済学者がみた』編　毎日新聞社、1990
- 『混迷のロシア経済最前線 経済学者14人の緊急レポート』編　新評論、1993
- 『体制転換のロシア』編　新評論、1995

### 翻訳
- 『世界教育史』コンスタンチーノフ監修 勝田昌二,浅川文子共訳　青銅社、1954　ソヴェト教育選書
- シャルル・ベートゥレーム『ソヴェト経済の構造』日本評論新社、1954
- ジョルジュ・コニオ『ソヴェト案内』大月新書、1955
- ペ・イ・ニキーチン『経済学入門教科書』副島種典,池田頴昭共訳　青木新書、1960
- レーニン『帝国主義論』角川文庫、1963
- アンリ・ルフェーヴル『レーニン 生涯と思想』ミネルヴァ書房、1963
- レーニン『国家と革命』角川文庫、1966
- エンゲルス『空想から科学へ 社会主義の発展』角川文庫、1967
- ジョン・リード『世界を震撼させた十日間』角川文庫、1972
- V.A.メドヴェージェフ O.I. オジェレリエフ、L.I. アバルキン『ペレストロイカの経済学』共訳　大月書店、1990

## 参考
- 戦中派からの遺言 - 紀伊國屋書店BookWeb